# Mikkel Beckmann
Mikkel Beckmann (Virum, 1983. október 24. –) dán válogatott labdarúgó, edző.

## Sikerei, díjai
- Nordsjælland
  - Dán bajnok: 2011-12
- APÓEL
  - Ciprusi bajnok: 2012-13